# Debbie Currie
Deborah Currie (nacida en 1974) es una periodista británica. Hija de Edwina Currie, encabezó una versión de «You Can Do Magic» de Limmie & Family Cookin', producida por Mike Stock y Matt Aitken y cantada por Sinitta, que se ubicó en el puesto 86 en la UK Singles Chart, y que más tarde reveló que era parte de una investigación sobre manipulación de listas de éxitos realizada por The Cook Report.

## Primeros años de vida
Deborah Currie nació en 1974.: Prefacio  Sus padres, Ray y Edwina Currie, se conocieron cuando ambos eran contadores en Arthur Andersen; tanto Ray como su hermano Brian se convirtieron en altos ejecutivos de la empresa, mientras que Edwina se desempeñó como diputada conservadora por Derbyshire del Sur desde 1983, y pasó dos años como subsecretaria parlamentaria de Estado de Salud desde 1986 hasta dimitir después de una controversia sobre la salmonella en los huevos de 1988. Ray y Edwina se casaron en 1972, se separaron en 1994 y se divorciaron en 2001. Tiene una hermana menor y crecieron entre Tower House, su casa familiar en Findern cerca de Derby, un apartamento en Victoria, Londres, y Les Tuileries en Mouliherne cerca del Valle del Loira. Asistió a Denstone College, donde fue reprendida por fumar cuando tenía 13 años, y tuvo que volver a tomar todos sus exámenes de nivel A después de ser acusada de hacer trampa; se graduó con una C y dos D, y leyó Inglés y Artes de la Comunicación en la Universidad de Huddersfield, donde trabajó como lollipop lady («dama de las paletas», el nombre dado en inglés británico a un guardia de cruces peatonales) y en el George Hotel, Huddersfield.

## «You Can Do Magic»
En 1997, aparentemente después de abandonar sus planes para una carrera en la fuerza policial, Currie encabezó una versión de «You Can Do Magic» de Limmie & Family Cookin, con Sinitta como voz. El sencillo fue producido por Matt Aitken y Mike Stock, el último de los cuales había producido dos años antes «Santa Maria» de Tatjana Šimić, que había entrado en las listas de éxitos. Para promocionar el sencillo, realizó una gira por Escocia con la banda pop The Mojams, afirmó que había disfrutado de una orgía de cuatro personas en una cama y había perdido su virginidad a los quince años, que le contó a Edwina sobre esto último en un Tesco, y posó con huevos fritos sobre sus pechos; Edwina utilizó una entrevista después de su derrota en las elecciones generales del Reino Unido de 1997 para promocionar la canción. La canción fue lanzada el 19 de mayo de 1997 en Gotham Records de Barry Tomes y fue retirada tres días después; acreditado a «Mojams feat. Debbie Currie», la canción se ubicó en el puesto 86 en la lista de sencillos del Reino Unido.  Más tarde ese mes, se reveló que el sencillo había sido parte de una elaborada artimaña de The Cook Report de Roger Cook, que había sido organizada para investigar la práctica de manipulación de listas de éxitos, aunque los rumores habían circulado durante dos meses antes de eso, incluyendo que Currie había sido seleccionada para el engaño debido a su historial en los tabloides; más tarde se supo que Currie era en realidad un periodista en prácticas para el canal Carlton Television de ese programa, y que la pista había sido retirada porque el presupuesto del programa se había agotado. Más tarde se mudó al Peak District y aceptó un trabajo como instaladora de medidores de gas.

## Vida personal
Utilizó un artículo de octubre de 2009 en el Daily Mail para anunciar que se había convertido en madre soltera por elección después de una aventura de una noche borracha a los treinta años, y animó a otras personas a tener hijos antes de encontrar pareja.